# Тарритаун
Тарритаун (англ. Tarrytown) — посёлок в городской черте Гринберга, округ Уэстчестер, штат Нью-Йорк. Поселение расположено на восточном берегу реки Гудзон, в 40 км к северу от центра Манхэттена, и связано с мегаполисом железнодорожной линией Метро — Северный Гудзон. К северу от Тарритауна лежит Сонная лощина, к югу — Эрвингтон, к востоку — инкорпорированные районы Гринберга. Тарритаун связан с противоположной стороной реки мостом Таппан Зи, по которому пролегает платное сквозное шоссе Штата Нью-Йорк (шоссе № 87 и 287) по направлению к Наяку и севернее.